# Trebelno
Trebelno je naselje i jedno od središte Općine Mokronog-Trebelno u istočnoj Sloveniji. Trebelno se nalaze u pokrajini Dolenjskoj i statističkoj regiji Jugoistočna Slovenija.

## Stanovištvo
Prema popisu stanovništva iz 2002. godine Trebelno je imalo 110 stanovnikom.

## Vanjske poveznice
- Satelitska snimka naselja, plan naselja  Arhivirana inačica izvorne stranice od 29. srpnja 2017. (Wayback Machine)